# Taurus Awards 2018
Die Taurus Awards 2018 waren die 17. Verleihung des Taurus Award, eine US-amerikanische Auszeichnung für Filmstunts, welche am 19. März 2018 stattfanden.

## Verleihung
Als größte Gewinner gingen die Filmproduktionen Atomic Blonde (6 Nominierungen) und Wonder Woman (3 Nominierungen) mit je zwei Auszeichnungen hervor. John Wick: Kapitel 2 ging mit vier Nominierungen jedoch in jeder Kategorie leer aus.

## Gewinner und Nominierte
Im Jahr 2018 erfolgte die Verleihung der Taurus Awards in folgenden Kategorien.
Zeitleiste der Kategorien des Taurus Award
Die Auszeichnungen wurden wie in den Vorjahren auch in neun Kategorien verliehen, in denen insgesamt 28 verschiedene Filme nominiert wurden. Dabei wurden die Filme Atomic Blonde (6 Nominierungen), John Wick: Kapitel 2 (4 Nominierungen), Wonder Woman (3 Nominierungen), xXx: Die Rückkehr des Xander Cage (3 Nominierungen) und Fast & Furious 8 (3 Nominierungen) am häufigsten nominiert. Mit jeweils zwei Auszeichnungen erhielten Atomic Blonde und Wonder Woman die meisten Taurus Awards.
Folgende Filme des Vorjahres wurden 2018 nominiert sowie mit dem Taurus Award ausgezeichnet.
| Kategorie (Englische Originalbezeichnung)                                 | Nominierte Filme (Gewinner fett markiert)  |
| ------------------------------------------------------------------------- | ------------------------------------------ |
| Beste Kampfszene (Best Fight)                                             | American Assassin                          |
| Beste Kampfszene (Best Fight)                                             | Atomic Blonde                              |
| Beste Kampfszene (Best Fight)                                             | John Wick: Kapitel 2                       |
| Beste Kampfszene (Best Fight)                                             | Pitch Perfect 3                            |
| Beste Kampfszene (Best Fight)                                             | Wonder Woman                               |
| Bester Stunt in der Höhe (Best High Work)                                 | Atomic Blonde                              |
| Bester Stunt in der Höhe (Best High Work)                                 | Jumanji: Willkommen im Dschungel           |
| Bester Stunt in der Höhe (Best High Work)                                 | King Arthur: Legend of the Sword           |
| Bester Stunt in der Höhe (Best High Work)                                 | Transformers: The Last Knight              |
| Bester Stunt in der Höhe (Best High Work)                                 | xXx: Die Rückkehr des Xander Cage          |
| Bestes Stunt Rigging (Best Stunt Rigging)                                 | Atomic Blonde                              |
| Bestes Stunt Rigging (Best Stunt Rigging)                                 | Kong: Skull Island                         |
| Bestes Stunt Rigging (Best Stunt Rigging)                                 | Die Mumie                                  |
| Bestes Stunt Rigging (Best Stunt Rigging)                                 | Pirates of the Caribbean: Salazars Rache   |
| Bestes Stunt Rigging (Best Stunt Rigging)                                 | xXx: Die Rückkehr des Xander Cage          |
| Bester Fahrzeugstunt (Best Work With A Vehicle)                           | Baby Driver                                |
| Bester Fahrzeugstunt (Best Work With A Vehicle)                           | CHiPs                                      |
| Bester Fahrzeugstunt (Best Work With A Vehicle)                           | Fast & Furious 8                           |
| Bester Fahrzeugstunt (Best Work With A Vehicle)                           | Fast & Furious 8                           |
| Bester Fahrzeugstunt (Best Work With A Vehicle)                           | Killer’s Bodyguard                         |
| Bester Fahrzeugstunt (Best Work With A Vehicle)                           | John Wick: Kapitel 2                       |
| Bester Spezialstunt (Best Specialty Stunt)                                | Dunkirk                                    |
| Bester Spezialstunt (Best Specialty Stunt)                                | Fist Fight                                 |
| Bester Spezialstunt (Best Specialty Stunt)                                | Killer’s Bodyguard                         |
| Bester Spezialstunt (Best Specialty Stunt)                                | Casino Undercover                          |
| Bester Spezialstunt (Best Specialty Stunt)                                | xXx: Die Rückkehr des Xander Cage          |
| Härtester Schlag (Hardest Hit)                                            | Atomic Blonde                              |
| Härtester Schlag (Hardest Hit)                                            | Havenhurst                                 |
| Härtester Schlag (Hardest Hit)                                            | John Wick: Kapitel 2                       |
| Härtester Schlag (Hardest Hit)                                            | Kidnap                                     |
| Härtester Schlag (Hardest Hit)                                            | Logan - The Wolverine                      |
| Bester Stunt einer Frau (Best Overall Stunt By A Stunt Woman)             | Atomic Blonde                              |
| Bester Stunt einer Frau (Best Overall Stunt By A Stunt Woman)             | Geostorm                                   |
| Bester Stunt einer Frau (Best Overall Stunt By A Stunt Woman)             | Kidnap                                     |
| Bester Stunt einer Frau (Best Overall Stunt By A Stunt Woman)             | Logan - The Wolverine                      |
| Bester Stunt einer Frau (Best Overall Stunt By A Stunt Woman)             | Wonder Woman                               |
| Bester Stuntkoordinator (Best Stunt Coordinator And/Or 2nd Unit Director) | Atomic Blonde                              |
| Bester Stuntkoordinator (Best Stunt Coordinator And/Or 2nd Unit Director) | Baby Driver                                |
| Bester Stuntkoordinator (Best Stunt Coordinator And/Or 2nd Unit Director) | John Wick: Kapitel 2                       |
| Bester Stuntkoordinator (Best Stunt Coordinator And/Or 2nd Unit Director) | Fast & Furious 8                           |
| Bester Stuntkoordinator (Best Stunt Coordinator And/Or 2nd Unit Director) | Wonder Woman                               |
| Bester Stunt in einem ausländischen Film (Best Action In A Foreign Film)  | Hello (Indien)                             |
| Bester Stunt in einem ausländischen Film (Best Action In A Foreign Film)  | Plan B: Scheiß auf Plan A (Deutschland)    |
| Bester Stunt in einem ausländischen Film (Best Action In A Foreign Film)  | The Road to Calvary (Russland)             |
| Bester Stunt in einem ausländischen Film (Best Action In A Foreign Film)  | Solo se vive una Vez (Argentinien/Spanien) |
| Bester Stunt in einem ausländischen Film (Best Action In A Foreign Film)  | Wolf Warrior 2 (China)                     |